# Chauía-Uardiga
Chauía-Uardiga (en árabe: الشاوية ورديغة; en francés: Chaouia-Ouardigha) fue hasta 2015 una de las dieciséis regiones en que estaba organizado Marruecos. Su capital era Settat.
La región se situaba en el centro del país, cerca de la costa del océano Atlántico. Al norte limitaba con Gran Casablanca, al sur con Marrakech-Tensift-Al Hauz y Tadla-Azilal, al este con Mequinez-Tafilalet y Rabat-Salé-Zemur-Zaer y al oeste con Dukala-Abda.
Contaba con un total de 1 766 441 habitantes repartidos en 16 760 km².

## Subdivisiones
La región se dividía en cuatro provincias:
- Provincia de Settat
- Provincia de Benslimane
- Provincia de Juribga
- Provincia de Berrechid